# Gran Alianza (Ghana)
La Gran Alianza (en inglés: Great Alliance) fue una coalición electoral de Ghana entre el Nuevo Partido Patriótico (NPP) y el Partido de la Convención Nacional (NCP) creada en 1996 para respaldar la candidatura de John Kufuor en las elecciones presidenciales venideras, luego de que el NCP abandonara la oficialista Alianza Progresista a principios de ese año. A pesar de presentar un único candidato presidencial, el NPP y el NCP compitieron por separado en las elecciones parlamentarias, obteniendo 62 escaños en total (61 el NPP y 1 el NCP). Kufuor recibió el 39.67% de los votos, siendo derrotado por Jerry Rawlings, del Congreso Nacional Democrático. La Gran Alianza se disolvió tras la derrota, al mismo tiempo que el Partido de la Convención Nacional, que se uniría con otros partidos nkrumahistas para fundar el Partido de la Convención Popular. El Nuevo Partido Patriótico ganaría las siguientes elecciones.